# ریتی‌پنم

ریتی‌پنم(به انگلیسی: Ritipenem) یک ماده ضد میکروبی از دسته پنیم‌ها است. این دارو توسط سازمان غذا و دارو (آمریکا) تا سال ۲۰۰۸ در ایالات متحده تأیید نشده‌ است. 